# جنیفر کانلی
جنیفر لین کانلی (انگلیسی: Jennifer Lynn Connelly؛ زادهٔ ۱۲ دسامبر ۱۹۷۰) بازیگر آمریکایی است. فعالیت حرفه‌ای او از کودکی آغاز شد و اولین تجربهٔ بازیگری او در فیلم جنایی روزی روزگاری در آمریکا (۱۹۸۴) بود. او چند سال به عنوان مدل مشغول به فعالیت بود و تصمیم گرفت تا بازیگری را به‌صورت حرفه‌ای دنبال کند. او در فیلم ترسناک پدیده (۱۹۸۵)، فیلم فانتزی هزارتو (۱۹۸۶) در مقابل دیوید بویی، کمدی عاشقانهٔ فرصت‌های شغلی (۱۹۹۱) و فیلم ابرقهرمانی موشک‌زن (۱۹۹۱) ایفای نقش کرد. نقش‌آفرینی کانلی در فیلم علمی تخیلی شهر تاریک (۱۹۹۸) و همچنین بازی در نقش معتاد به مواد مخدر در درام مرثیه‌ای بر یک رؤیا (۲۰۰۰) تحسین شد.
کانلی برای به تصویر کشیدن آلیسیا نش در فیلم زندگی‌نامه‌ای ذهن زیبا (۲۰۰۲) جایزهٔ اسکار بهترین بازیگر نقش مکمل زن را کسب کرد. نقش‌های بعدی او عبارتند از: فیلم ابرقهرمانی هالک و درام خانه‌ای از شن و مه (۲۰۰۳)، فیلم ترسناک آب تیره، درام روان‌شناختی بچه‌های کوچک (۲۰۰۶) در مقابل کیت وینسلت، درام الماس خونین (۲۰۰۶)، فیلم علمی تخیلی روزی که دنیا از حرکت ایستاد (۲۰۰۸)، کمدی با تو حال نمی‌کند (۲۰۰۹) و فیلم زندگی‌نامه‌ای آفرینش (۲۰۰۹). او در دههٔ بعد در نقش مکمل فیلم حماسی نوح (۲۰۱۴) و فیلم‌های اکشن آلیتا: فرشته جنگ (۲۰۱۹) و تاپ گان: ماوریک (۲۰۲۲) حضور داشت. کانلی از سال ۲۰۲۰ در مجموعهٔ تلویزیونی برف‌شکن ایفای نقش می‌کند.

## زندگی
جنیفر لین کانلی ۱۲ دسامبر ۱۹۷۰ در کوه‌های کتز کیل در نیویورک به دنیا آمد. مادرش للین نام داشت که یک عتیقه فروش بود و پدرش هم جرار، در کار طراحی لباس. پدرش کاتولیک بود و از نژاد ایرلندی و نروژی و مادرش از مهاجران روسیه و لهستان. کانلی در شهر بروکلین و در نزدیکی پل بروکلین بزرگ شد. جاییکه به مدرسه خصوصی سنت‌آنز می‌رفت. البته به جز ۴ سالی که خانواده‌اش در نیویورک زندگی می‌کردند.
یکی از دوستان پدرش که در کار تبلیغات بود، پیشنهاد داد که وی تست بدهد تا بتواند وارد کار مدلینگ شود. جنیفر درحالی‌که ۱۰ سالش بود، از یک شرکت مد پیشنهاد دریافت کرد. وی ابتدا در قسمت تبلیغات مجلات و روزنامه‌ها شروع به کار کرد، اما توانست به بخش تبلیغات تلویزیونی هم برسد. در سال ۱۹۸۴ در یک کنسرت حضور پیدا کرد و در بین سال‌های ۱۹۸۶ تا ۱۹۹۲ در چندین و چند مجله مختلف نوجوانان حضور پیدا کرد. در دسامبر ۱۹۸۶ نیز یک تک آهنگ بنام «مونولوگی از عشق» را ضبط کرد.
همه این اتفاقات دست در دست هم داد تا وی در اولین فیلمش، در نقش «دبورا گلی» در فیلمی از سرجیو لئونه بنام روزی روزگاری در آمریکا حضور پیدا کند. این اتفاق در حالی افتاد که وی ۱۴ سال داشت. البته فیلم در سال ۱۹۸۲ فیلم‌برداری شده بود یعنی زمانی که وی تنها ۱۱ سال داشت. فیلم بعدی وی، ساخته داریو آرجنتو ایتالیایی بود با نام «پدیده» که محصول سال ۱۹۸۵ بود. سپس در فیلم «هفت دقیقه در بهشت» به بازی پرداخت.
در همین زمان نیز وی ابتدا در دانشگاه «ییل» ثبت نام کرد و دو سال مشغول تحصیل در رشته‌های انگلیسی و تئاتر بود. سپس به دانشگاه استنفورد رفت و در آنجا مشغول به تحصیل در رشته تئاتر کلاسیک شد که البته نتوانست فارغ‌التحصیل شود.

## حرفه

### اوایل کار
کانلی با بازی در فیلم بعدیش یعنی فیلم فانتزی «دخمه پر پیچ و خم» توانست به یکی ستاره تبدیل شود. وی در این فیلم در نقش سارا (که در تلاش برای نجات جان برادر کوچکتراش است) بازی کرد. فیلم در گیشه کاملاً ناموفق بود اما سبک خاصی را خلق کرد که بعدها طرفداران زیادی پیدا کرد. بعد از این فیلم، وی در نقش جنیفر در فیلم «پدیده» داریو آرجنتو ایتالیایی به بازی پرداخت. کانلی در فیلم‌های ناموفقی چون «اتویل» -که حتی در آمریکا اکران نشد و یکی از ناموفق‌ترین فیلم‌های وی است- بازی کرد.
فیلم‌های این‌چنینی در کارنامه ابتدایی وی زیاد بود، تا اینکه وی توانست در فیلم «شهر تاریکی» بازی کند. بازی در این فیلم و در کنار بازیگرانی چون ویلیام هرت، یان ریچاردسون و کیفر ساترلند، تجربه بسیار مثبت و مفیدی برای وی بود. وی در این سال‌ها در نقش دخترهای ساده بازی می‌کرد. برای مثال در فیلم پولاک. همچنین وی در این سال در اولین سریال تلویزیونی خود حضور یافت با بازی در نقش کاترین در سریال «خیایان» که محصول شبکه فاکس بود.

### دستیابی به موفقیت و اوایل قرن جدید
موفقیت بزرگ کانلی، با بازی در فیلم مرثیه‌ای برای یک رؤیا ساخته دارن آرنوفسکی بود که بر اساس رمانی با همین نام ساخته شده بود. وی در فیلم در نقش دوست دختر هری (با بازی جرد لتو) به بازی پرداخته بود. داستان فیلم دربارهٔ چند شخصیت مختلف است که به مواد مخدر اعتیاد دارند. فیلم با نقدهای بسیار مثبتی همراه شد و منتقدان بازی کانلی را در فیلم ستودند.
سپس در فیلم جدید ران هاوارد با نام یک ذهن زیبا حضور پیدا کرد و همبازی راسل کرو شد. فیلم داستان واقعی ریاضیدان معروف، جان نش را به تصویر می‌کشد که دچار بیماری اسکیزوفرنی بوده و کانلی در نقش همسر نش در فیلم بازی کرد. فیلم کاملاً نظر منتقدان را جلب کرد و کانلی با بازی خیره‌کننده خود در فیلم، توانست جوایز اسکار و گلدن گلوب و بفتا بهترین بازیگر نقش مکمل زن را کسب کند. مجله تایم نیز بازی کانلی را در این فیلم، درخشان خطاب کرد.
(یک ذهن زیبا) فیلمی است که به آن افتخار می‌کنم و واقعاً دوستش دارم
در سال ۲۰۰۳، جنیفر در ۲ فیلم بازی کرد. فیلم ابر قهرمانی «هالک» و درام «خانه‌ای از شن و مه». در هالک، کانلی در نقش بتی روس به بازی پرداخت که با شخصیت اصلی فیلم یعنی بروس بنر (با بازی اریک بانا) رابطه دارد. فیلم بر اساس یکی از ابر قهرمانهای مارول ساخته شده‌است و انگ لی، کارگردان آن است. فیلم در گیشه کاملاً موفق بود. در «خانه‌ای از شن و مه» نیز کانلی در نقش کتی نیکولو بازی می‌کند که خانه‌ای که به او ارث رسیده‌است، به‌خاطر بدهی‌هایی که دارد، توسط بانک به یک مهاجر ایرانی به نام مسعود امیربهرانی (با بازی بن کینگزلی) فروخته می‌شود که کتی با کمک دوست پلیس خود تلاش می‌کند تا خانه خود را پس بگیرد.

### ۲۰۰۵ تا ۲۰۰۷
بعد از دو سال استراحت، کانلی در فیلم ترسناک «آب سیاه» به بازی پرداخت. وی در این فیلم در نقش یک مادر -که تازه از همسرش طلاق گرفته‌است و به همراه پسرش به آپارتمانی عجیب می‌آیند که در آن اتفاقات عجیبی می‌افتد- بازی می‌کند. فیلم بر اساس نسخه ژاپنی خود است که البته داستانش کاملاً مطابق با آن نیست.
در سال ۲۰۰۶، کانلی در دو فیلم موفق و اسکاری ظاهر شد. ابتدا در فیلم «بچه‌های کوچک» در کنار کیت وینسلت به بازی پرداخت. درحالی‌که در رمانی که فیلم از روی آن ساخته شده‌است، شخصیت کتی که کانلی آن را بازی می‌کند، بسیار مهم است، در فیلم این شخصیت چندان فرصت خودنمایی ندارد و بیشتر به شخصیت وینسلت پرداخته شده‌است.
سپس در فیلم الماس خونین و در کنار لئوناردو دی کاپریو به بازی پرداخت. وی در این فیلم که یک فیلم سیاسی است، در نقش خبرنگاری بنام مدی بازی می‌کند که در تلاش است تا اطلاعات لازم را برای پرده برداری از تجارت الماس‌های خونین در آفریقا به‌دست بیاورد.
همچنین وی در فیلم «جاده رزو شده» به بازی پرداخت که البته فیلم اکران بسیار محدودی داشت. خود کانلی نیز بازی در شخصیتش در این فیلم را، سخترین و مشکل‌ترین کار خود معرفی کرده‌است.

### ۲۰۰۸ تاکنون
در سال ۲۰۰۸، کانلی در کنار کیانو ریوز در نسخه بازسازی شده فیلم قدیمی و تخیلی روزی که زمین ایستاد به بازی پرداخت. خود کانلی به نسخه اصلی فیلم علاقه زیادی دارد. در نسخه اصلی فیلم، شخصیت دکتر هلن، درگیر رابطه‌ای عاشقانه است اما در نسخه بازسازی شده آن، این شخصیت (با بازی کانلی)، درگیر ایجاد کردن رابطه‌ای بهتر با پسر خوانده خود است.
همچنین وی در کنار بازیگران معروفی چون جنیفر آنیستون در فیلم رمانتیک او با تو اینطور که تو فکر می‌کنی نیست به بازی در نقش جنی پرداخت. فیلم اقتباسی از کتابی با همین نام بود. در سال ۲۰۰۹ وی در فیلم مخترع به بازی در نقش «اِما»، همسر چارلز داروین بازی کرد. نقش شوهر اِما (با بازی کانلی) را همسر واقعیش یعنی پال بتانی به عهده داشت. او همچنین وی در انیمیشن ۹ به صدا پیشگی پرداخت. فیلم بعدی وی نیز، یعنی ویرجینیا در جشنواره تورنتو به نمایش درآمد.
کانلی در درام اکشن تاپ گان: ماوریک (۲۰۲۲) بار دیگر با جوزف کوشینسکی کار کرد. او در این فیلم نقش معشوقهٔ شخصیت تام کروز را ایفا کرد. این فیلم در کنار نقدهای مثبت، بیش از ۱٫۴ میلیارد دلار فروش داشت و به دوازدهمین فیلم پرفروش‌ترین تاریخ تبدیل شد.

## زندگی خصوصی

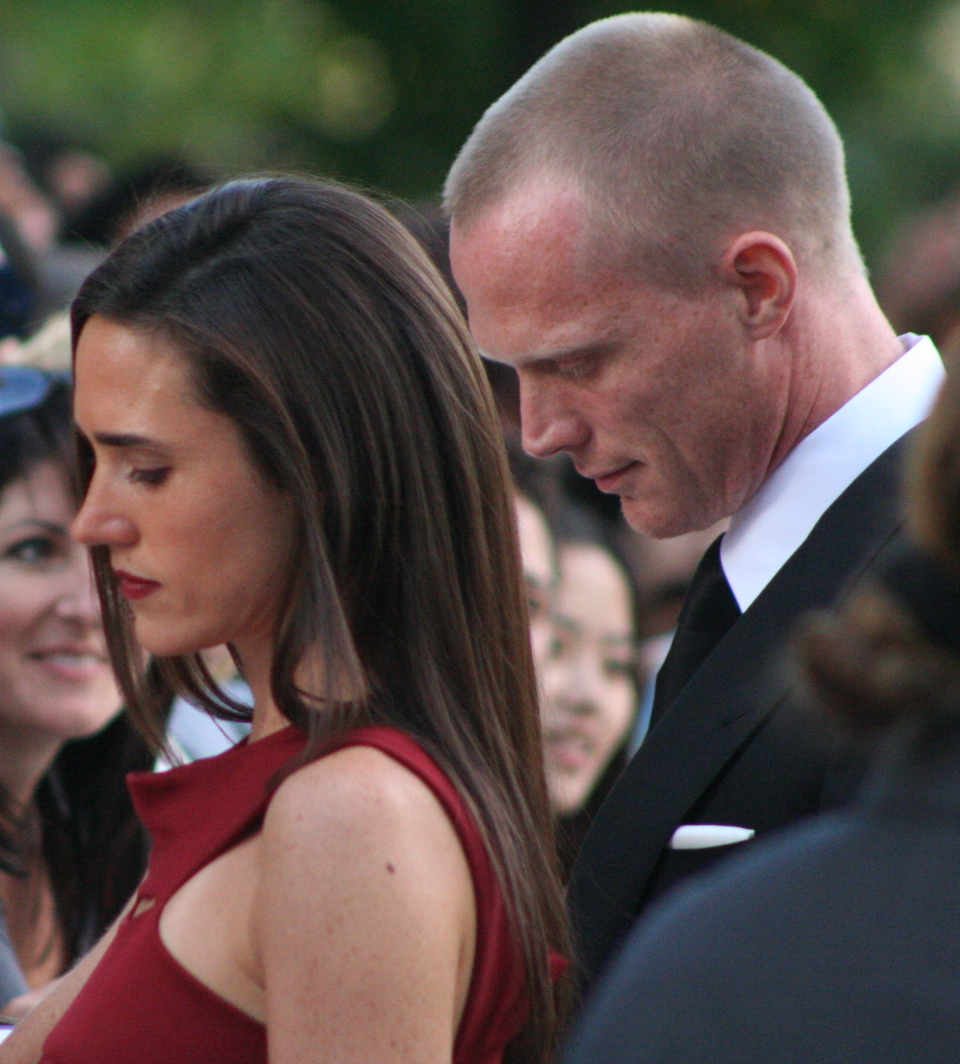
کانلی با همسرش پل بتانی در سال ۲۰۰۹

با وجود موفقیت در فیلم‌هایش، کانلی اظهار داشته‌است که ترجیح می‌دهد وقتی کار نمی‌کند، در کنار همسر و فرزندش زندگی کند. وی گفته‌است که خانواده‌اش مهم‌ترین بخش زندگی وی هستند. او گفته‌است «من تلاش می‌کنم تا بر روی زندگیم تمرکز داشته باشم و آن را به یک زندگی فانتزی هالیوودی تبدیل نکنم.»
در حین فیلمبرداری موشک‌زن، کانلی رابطه‌ای عاشقانه با همبازی خود بیلی کمبل آغاز کرد. آنها نامزد کردند اما در سال ۱۹۹۶ پس از پنج سال زندگی مشترک از هم جدا شدند. نخستین پسر کانلی در سال ۱۹۹۷ و در جریان رابطه او با عکاس، دیوید دورگان، به دنیا آمد.
در ۱ ژانویه ۲۰۰۳، او در یک مراسم خصوصی در اسکاتلند، با بازیگر پل بتانی که در حین کار بر روی ذهن زیبا با او آشنا شده بود، ازدواج کرد. آنها دارای دو فرزند، یک پسر، متولد ۲۰۰۳، و یک دختر، متولد ۲۰۱۱ هستند. پس از زندگی مشترک در ترایبکا، او و بتانی به بروکلین هایتس نقل مکان کردند.
کانلی در کارهای خیریه زیادی شرکت کرده‌است. وی در سال ۲۰۰۵، عضو سازمان عفو بین‌الملل شد.

## فیلم‌شناسی
| سال  | نام فیلم                    | نقش                          | توضیحات |
| ---- | --------------------------- | ---------------------------- | --- |
| ۱۹۸۴ | روزی روزگاری در آمریکا      | دبورا گلی                    | |
| ۱۹۸۴ | پدیده                       | جنیفر کوروینو                | |
| ۱۹۸۵ | هفت دقیقه در بهشت           | ناتالی بیکر                  | |
| ۱۹۸۶ | مارپیچ                      | سارا ویلیامز                 | |
| ۱۹۸۸ | ستاره باله                  | کلیر همیلتون / ناتالی هاروات | |
| ۱۹۸۸ | بعضی از دخترها              | گابریلا                      | |
| ۱۹۹۰ | نقطه داغ                    | گلوریا هارپر                 | |
| ۱۹۹۱ | فرصت‌های شغلی                | جوسی مک کلین                 | |
| ۱۹۹۱ | موشک‌زن                      | جنی بلیک                     | نامزد جایزه ساترن بهترین بازیگر نقش مکمل زن                                                                                            |
| ۱۹۹۲ | قلب عدالت                   | اما بروجس                    | فیلم تلویزیونی |
| ۱۹۹۴ | عشق و سایه‌ها                | ایرین                        | |
| ۱۹۹۵ | آموزش عالی                  | تارین                        | |
| ۱۹۹۶ | آبشارهای مالهالند           |                              | |
| ۱۹۹۷ | اختراع ابوت‌ها               | النور ابوت                   | |
| ۱۹۹۸ | شهر تاریک                   | اما موردوچ / انا             | |
| ۲۰۰۰ | بیدار شدن مردگان            | سارا ویلیامز                 | |
| ۲۰۰۰ | مرثیه‌ای برای یک رؤیا        | ماریون سیلور                 | نامزد جایزه بهترین بازیگر نقش مکمل زن از جشنواره لاس وگاس نامزد جایزه بهترین بازیگر نقش مکمل زن از جشنواره فنیکس                       |
| ۲۰۰۰ | پولاک                       | رات کلیگمن                   | |
| ۲۰۰۱ | یک ذهن زیبا                 | الیسیا نش                    | برنده جایزه اسکار بهترین بازیگر نقش مکمل زن برنده جایزه گلدن گلوب بهترین بازیگر نقش مکمل زن برنده جایزه بفتا بهترین بازیگر نقش مکمل زن |
| ۲۰۰۳ | هالک                        | بتی راس                      | نامزد جایزه ساترن بهترین بازیگر زن |
| ۲۰۰۳ | خانه‌ای از شن و مه           | کیتی نیکول                   | |
| ۲۰۰۵ | آب تیره                     | داهلیا ویلیامز               | |
| ۲۰۰۶ | بچه‌های کوچک                 | کیتی ادامسون                 | |
| ۲۰۰۶ | الماس خونین                 | مدی بون                      | |
| ۲۰۰۷ | جاده رزرو                   | گرزا لرنر                    | |
| ۲۰۰۸ | روزی که زمین ایستاد         | هلینا بنسون                  | |
| ۲۰۰۹ | باتو حال نمی‌کند             | جینی                         | |
| ۲۰۰۹ | ۹                           | ۷ (صداپیشگی)                 | |
| ۲۰۰۹ | آفرینش                      | اما داروین                   | |
| ۲۰۱۰ | ویرجینیا                    | ویرجینیا                     | |
| ۲۰۱۱ | معضل                        | بث                           | |
| ۲۰۱۱ | بلوار نجات                  | گون وندرویر                  | |
| ۲۰۱۳ | درگیر عشق                   | اریکا                        | |
| ۲۰۱۴ | افسانه زمستان               | ویرجینیا گیمرلی              | |
| ۲۰۱۴ | نوح                         | همسر نوح                     | |
| ۲۰۱۴ | اوج                         | نانا کانینگ                  | |
| ۲۰۱۴ | پناهگاه                     | هانا                         | |
| ۲۰۱۶ | نغمه آمریکایی               | دان دوایر لوو                | |
| ۲۰۱۷ | مرد عنکبوتی: بازگشت به خانه | کرن                          | صداپیشه |
| ۲۰۱۷ | تنها شجاعان                 | آماندا مارش                  | |
| ۲۰۱۹ | آلیتا: فرشته جنگ            | شایرن                        | |
| ۲۰۲۱ | تاپ گان: ماوریک             | پنی بنجامین                  | |

## سریال تلویزیونی
| سال        | عنوان به فارسی       | توضیحات |
| ---------- | -------------------- | ------- |
| ۱۹۸۲       | داستان‌های باورنکردنی |         |
| ۱۹۹۲       | قلب عدالت            |         |
| ۱۹۹۵       | آن بیرون             |         |
| ۲۰۰۰–۲۰۰۱  | خیابان               |         |
| ۲۰۲۰–اکنون | برف‌شکن               |         |